# NTR Academie
NTR Academie is een televisie-, internet- en radioprogramma waarin wetenschappers, schrijvers en andere denkers aan het woord komen. 
NTR Academie startte in 2013 en is te zien bij de NTR op Nederland 2 en te horen op Radio 5.

## Televisie
In NTR Academie Televisie vertellen sprekers 25 minuten over hun vakgebied.
| Oorspronkelijke uitzenddatum | Spreker                       |
| Juli 2013                    | Juli 2013                     |
| ---------------------------- | ----------------------------- |
| 15 juli 2013                 | Midas Dekkers                 |
| 16 juli 2013                 | Inez Weski                    |
| 17 juli 2013                 | Frank Heinen                  |
| 18 juli 2013                 | Justine Pardoen               |
| 19 juli 2013                 | Dirk de Wachter               |
| 22 juli 2013                 | Bram Bakker                   |
| 23 juli 2013                 | Nelleke Noordervliet          |
| 24 juli 2013                 | Wim Daniëls                   |
| 25 juli 2013                 | Esther Agricola               |
| 26 juli 2013                 | Matthijs Schouten             |
| 29 juli 2013                 | Jan van Hooff (primatoloog)   |
| 30 juli 2013                 | Monique Kalkman-Van den Bosch |
| 31 juli 2013                 | Govert Schilling              |
| 1 augustus 2013              | Joke Johannetta Hermsen       |
| 2 augustus 2013              | Pim van Lommel                |
| 5 augustus 2013              | Ivan Wolffers                 |
| 6 augustus 2013              | Olga Franssen                 |
| 7 augustus 2013              | Anne van der Meiden           |
| 8 augustus 2013              | Henk Oosterling               |
| 9 augustus 2013              | Zaak-Lucia de Berk            |
| Oktober 2013                 |                               |
| 13 oktober 2013              | Jan Rotmans                   |
| 20 oktober 2013              | Heleen Mees                   |
| 27 oktober 2013              | Paul Schnabel                 |
| 3 november 2013              | Bas Haring                    |
| 10 november 2013             | Cisca Dresselhuys             |
| 17 november 2013             | Geert Mak                     |
| Januari 2014                 |                               |
| 5 januari 2013               | Wim Hof                       |
| 12 januari 2013              | Kris Verburgh                 |
| 19 januari 2013              | Erica Verdegaal               |
| 26 januari 2013              | Eddy Terstall                 |
| 2 februari 2013              | Dave Blank                    |
| 9 februari 2013              | Alida Neslo                   |
| 16 februari 2013             | Wubbo Ockels                  |
| 23 februari 2013             | Arnold Karskens               |
| 2 maart 2013                 | Paul Rem                      |
| 9 maart 2013                 | Mike Boddé                    |

## Radio
De radio-uitzending bestaat uit drie vaste onderdelen. Er wordt geopend met de Terugblik. Hierin wordt teruggekeken naar een belangrijke gebeurtenis in de geschiedenis die op die dag heeft plaatsgevonden. In Het lange gesprek spreekt een deskundige over een bepaald onderwerp in een langere serie. Er wordt afgesloten met Verwacht waarin wordt vooruitgeblikt naar een lezing die de volgende dag ergens in het land plaatsvindt.
| Series                                                  |
| ------------------------------------------------------- |
| De invloed van literatuur op ons denken                 |
| De opkomst en ondergang van supermachten                |
| Gemeenteraadsverkiezingen                               |
| Freud en zijn erfgenamen                                |
| Kunst en politiek                                       |
| Liegen                                                  |
| Sciencefiction                                          |
| Scheepswrakken                                          |
| Digitaal rijbewijs                                      |
| Wetenschapsgeschiedenis aan de hand van 1000 voorwerpen |
| Eten                                                    |
| Plantgeneeskunde                                        |
| Cabaretiers                                             |
| Het jaar 1944                                           |
| Secularisatie                                           |
| Biografieën                                             |
| Nederlandse bedrijven en industrieën                    |

## Internet
NTR Academie ontwikkelt 10-stappencursussen die voor iedereen vrij toegankelijk zijn. De cursussen worden gepresenteerd door een specialist in zijn of haar vakgebied.
| Cursussen           | Cursussen              | Cursussen                 | Cursussen               | Cursussen         | Cursussen                    | Cursussen          |
| Hobby en creatief   | Taal en cultuur        | Persoonlijke ontwikkeling | Eten en drinken         | Huis en tuin      | Lichaam en geest             | Online en digitaal |
| ------------------- | ---------------------- | ------------------------- | ----------------------- | ----------------- | ---------------------------- | ------------------ |
| Digitale fotografie | Spaans                 | Omgaan met geld           | Cupcakes maken          | Woonstyling       | Hardlopen                    | Wijzer op internet |
| Meubels opknappen   | Italiaans              | Financiële opvoeding      | Toetjes maken           | Opruimen          | Hoe behandel ik mijn dokter? |                    |
| Schilderen          | Frans                  | Succesvol solliciteren    | Taart versieren         | Tuin ontwerpen    | Omgaan met de overgang       |                    |
| Breien              | Ontdek opera           | Stamboomonderzoek         | Gezond en lekker koken  | Je eigen moestuin | Omgaan met Alzheimer         |                    |
| Haken               | Klassiek voor iedereen | Peuters opvoeden          | Cocktails maken         | Klusjes in huis   | Mindfulness                  |                    |
| Kleding pimpen      |                        | Kiezen doe je zo          | Tapas                   |                   |                              |                    |
| Zingen              |                        | Win-win-onderhandelen     | Koffiespecialiteiten    |                   |                              |                    |
| Wat trek ik aan?    |                        |                           | Wijnproeven             |                   |                              |                    |
| Tekenen             |                        |                           | Nieuwe Hollandse keuken |                   |                              |                    |
| Ukulele spelen      |                        |                           |                         |                   |                              |                    |
| Sieraden maken      |                        |                           |                         |                   |                              |                    |